# William Weld
William Floyd Weld, né le 31 juillet 1945 à Smithtown (État de New York), est un homme politique américain. 
Membre du Parti républicain, il est procureur des États-Unis pour le Massachusetts de 1981 à 1986, haut fonctionnaire dans le gouvernement fédéral des États-Unis durant la présidence de Ronald Reagan (au département de la Justice, de 1986 à 1988) puis gouverneur du Massachusetts de 1991 à 1997. En 2016, il rejoint le Parti libertarien, qui le désigne candidat à la vice-présidence, comme colistier de Gary Johnson. En 2020, il se présente sans succès aux primaires présidentielles du Parti républicain contre le président sortant, Donald Trump.

## Biographie

### Famille et débuts de carrière
William Weld est issu d'une riche famille de Long Island. Il est marié avec Susan Roosevelt, arrière-petite-fille de Theodore Roosevelt.
Diplômé de l'université Harvard, Weld travaille à la Chambre des représentants pour la commission enquêtant sur l'impeachment de Richard Nixon puis est nommé par Ronald Reagan procureur des États-Unis pour le Massachusetts, fonction qu'il occupe de 1981 à 1986. En 1988, il quitte son poste de chef de la division criminelle du département de la Justice qu'il accepte deux ans plus tôt, estimant que le procureur général des États-Unis Edwin Meese abuse de son pouvoir.

### Gouverneur du Massachusetts
En 1990, il est le candidat du Parti républicain au poste de gouverneur du Massachusetts pour succéder à Michael Dukakis. Il est élu avec 52 % des voix face au démocrate John Silber (en), président de l'université de Boston. Dans un État où les démocrates sont quatre fois plus nombreux que les républicains, il remporte environ 30 % des voix démocrates, notamment repoussées par la personnalité conflictuelle de Silber. Sous son mandat, les impôts ne sont pas augmentés — conformément à une promesse de campagne — et le budget est équilibré, notamment grâce à des hausses d'impôt du précédent mandat. Il signe également l'Education Reform Act, qui augmente le budget pour l'éducation en échange d'une hausse des normes scolaires. Weld est réélu gouverneur avec 71 % des voix en 1994. Il soutient alors une réforme visant à limiter aides sociales et obliger plus d'allocataires à travailler.
En 1996, il se présente au Sénat des États-Unis face au démocrate sortant John Kerry. Le duel est considéré comme serré entre les deux candidats. Cependant, John Kerry semble remporter le dernier débat télévisé et prend de l'avance sur Weld dans les sondages. Le républicain est finalement battu par Kerry, qui le devance de 8 points dans un État qui réélit largement Bill Clinton.
En juillet 1997, William Weld est nommé ambassadeur des États-Unis au Mexique par Bill Clinton. Sa nomination est fortement critiquée par le président du comité des affaires étrangères du Sénat, le républicain Jesse Helms. En effet, celui-ci estime que la position de Weld en faveur du cannabis médical l'empêche d'être nommé ambassadeur d'un pays avec des problèmes de drogues comme le Mexique. Son nom est alors évoqué pour d'autres pays, mais Weld compte maintenir sa candidature pour le Mexique. Il démissionne alors de son poste de gouverneur pour se consacrer à sa nomination, qui doit être approuvée par le Sénat. Le 15 septembre 1997, William Weld retire sa candidature, Jesse Helms refusant toujours de l'auditionner avec l'appui du chef de la majorité républicaine Trent Lott.

### Après le gouvernorat
Après avoir écrits quelques thrillers et des romans historiques, Weld devient gestionnaire de fonds à Manhattan.
En 2006, il se présente au poste de gouverneur, mais dans l'État de New York. Il est d'abord considéré comme le favori de l'élection. Cependant, il perd la convention républicaine face à John Faso, plus conservateur, et ne reçoit pas le soutien de l'Independence Party of New York (en), qui lui préfère le démocrate Eliot Spitzer. Weld décide alors de retirer sa candidature et de ne pas se présenter aux primaires.
William Weld organise des levées de fonds pour Mitt Romney, lui aussi ancien gouverneur du Massachusetts, lors de la campagne présidentielle de 2008. Il soutient cependant le démocrate Barack Obama lors de l'élection générale. Il contribue à nouveau à la campagne de Mitt Romney en 2012 face à Obama.

### Élection présidentielle de 2016
Pour l'élection présidentielle américaine de 2016, il soutient d'abord John Kasich lors des primaires républicaines. Cependant, en mai 2016, le candidat du Parti libertarien Gary Johnson le choisit pour être son colistier. Face à des candidats démocrate (Hillary Clinton) et républicain (Donald Trump) particulièrement impopulaires, ce tandem d'anciens gouverneurs est considéré comme une possible alternative crédible aux deux grands partis. William Weld est cependant critiqué par une partie de la base militante libertarienne qui le qualifie de « républicain light ». À la convention libertarienne du 29 mai, qui se tient à Orlando, sa candidature à la vice-présidence des États-Unis est approuvée de justesse au second tour, avec 50,6 % des voix contre 46,9 % pour son principal opposant Larry Sharpe.
En fin de campagne, il invite les personnes hésitant entre le Parti démocrate et le Parti républicain à voter en faveur d'Hillary Clinton, estimant celle-ci qualifiée pour devenir président, contrairement à Donald Trump qui, a ses yeux, représente « le pire de la politique américaine ».

### Élection présidentielle de 2020
En janvier 2019, Bill Weld se réinscrit comme électeur du Parti républicain, alimentant les rumeurs d'une possible candidature présidentielle. Le 15 avril 2019, il annonce sa candidature à l'investiture républicaine pour l'élection présidentielle américaine de 2020. Il se pose en candidat « républicain normal » face au président Donald Trump. Ses chances de victoires sont cependant minces, en raison de la popularité du président auprès de l'électorat du Grand Old Party.
Il ne remporte aucun scrutin et se retire de la course le 18 mars 2020, après que Donald Trump ait remporté la primaire de Floride et obtenu suffisamment de délégués pour sécuriser l'investiture républicaine. Finalement, il ne dispose que d'un seul délégué gagné dans l'Iowa.

## Positions politiques
William Weld a longtemps été membre du Parti républicain. Au sein du parti, il est considéré comme un modéré, se qualifiant parfois de libertarien, étant conservateur sur les questions économiques et libéral sur les questions de société,. D'abord interventionniste en matière de politique étrangère, il s'oriente vers une position plus modérée après les guerres en Irak, en Libye et en Syrie. Il rejoint le Parti libertarien en 2016.

## Historique électoral

### Gouvernorat
| Année | William Weld | Démocrate | Libertarien | Indépendant |
| ----- | ------------ | --------- | ----------- | ----------- |
| Année |              |           |             |             |
| 1990  | 50,19 %      | 46,94 %   | —           | 2,68 %      |
| 1994  | 70,87 %      | 28,27 %   | 0,68 %      | 0,18 %      |

### Sénat
| Année | William Weld | Démocrate | Conservateur | NLP    | Indépendant |
| ----- | ------------ | --------- | ------------ | ------ | ----------- |
| Année |              |           |              |        |             |
| 1996  | 44,72 %      | 52,20 %   | 2,74 %       | 0,28 % | 0,06 %      |